# Eurybia caerulescens
Eurybia caerulescens är en fjärilsart som beskrevs av Druce 1904. Eurybia caerulescens ingår i släktet Eurybia och familjen Riodinidae. Inga underarter finns listade i Catalogue of Life.